# إلياس (لاعب كرة قدم)
إلياس مينديز تريندادي (بالبرتغالية: Elias Mendes Trindade‏) يعرف اختصاراً باسم إلياس (بالبرتغالية: Elias‏) هو لاعب كرة قدم برازيلي في مركز الوسط ولد في يوم 16 مايو 1985 في مدينة ساو باولو في البرازيل، يلعب حالياً مع نادي كورنثيانز وسبق له اللعب مع نادي فلامنجو وسبورتينغ لشبونة وأتلتيكو مدريد ونادي بونتي بريتا أتلتيكو يوفنتوس ونادي ساو بينتو ونادي ناوتيكو ونادي بالميراس، بدأ باللعب مع منتخب البرازيل لكرة القدم منذ سنة 2010 ويبلغ طوله 173 سم.

## روابط خارجية
- إلياس على موقع قاعدة بيانات كرة القدم.إي يو (الإنجليزية)
- إلياس على موقع ناشيونال فوتبول تيمز (الإنجليزية)
- إلياس على موقع Soccerway.com (الإنجليزية)
- إلياس على موقع عالم كرة القدم.نت (الإنجليزية)
- إلياس على موقع AS.com (الإسبانية)